# Catalin Dorian Florescu
Catalin Dorian Florescu est un écrivain suisse allemand, d’origine roumaine, né à Timișoara le 27 août 1967 .

## Œuvres traduites en français
- Le Masseur aveugle, [« Der blinde Masseur »], trad. de Nicole Casanova, Paris, Éditions Liana Levi, 2008, 347 p.  (ISBN 978-2-86746-497-3)
- Le Turbulent Destin de Jacob Obertin, [« Jacob beschließt zu lieben »], trad. de Barbara Fontaine, Paris, Éditions du Seuil, coll. « Cadre Vert », 2013, 384 p.  (ISBN 978-2-02-106462-9)[1]

## Prix
- Prix Adalbert-von-Chamisso 2002
- Schweizer Buchpreis (Prix suisse du livre) 2011[1]

## Sites externes
- Publications de et sur Catalin Dorian Florescu dans le catalogue Helveticat de la Bibliothèque nationale suisse
- Site de l’auteur
- Notices d'autorité :   - VIAF
  - ISNI
  - BnF (données)
  - IdRef
  - LCCN
  - GND
  - Belgique
  - Pays-Bas
  - Pologne
  - Israël
  - NUKAT
  - Tchéquie
  - Lettonie
  - WorldCat